# (11141) Jindrawalter
(11141) Jindrawalter (1997 AX14) – planetoida z pasa głównego asteroid okrążająca Słońce w ciągu 4,19 lat w średniej odległości 2,6 j.a. Odkryta 12 stycznia 1997 roku.